# Albert Pettersson (släggkastare)
Karl Albert Israel Pettersson, född 15 augusti 1879 i Göteborgs domkyrkoförsamling, Göteborg, död 7 oktober 1956 i Brämaregårdens kyrkobokföringsdistrikt, Göteborg. Han var en svensk friidrottare (släggkastning). Han vann SM-guld i slägga 1906. Han tävlade för Örgryte IS.  Släggan som användes vid denna tid hade ett fast skaft och inte som idag då den har en vajer med handtag.